# Bellefontaine (Jura)
Bellefontaine é uma comuna francesa na região administrativa de Borgonha-Franco-Condado, no departamento de Jura. Estende-se por uma área de 24,71 km². Em 2010 a comuna tinha 547 habitantes (densidade: 22,1 hab./km²).